# 北海道ガーデン街道

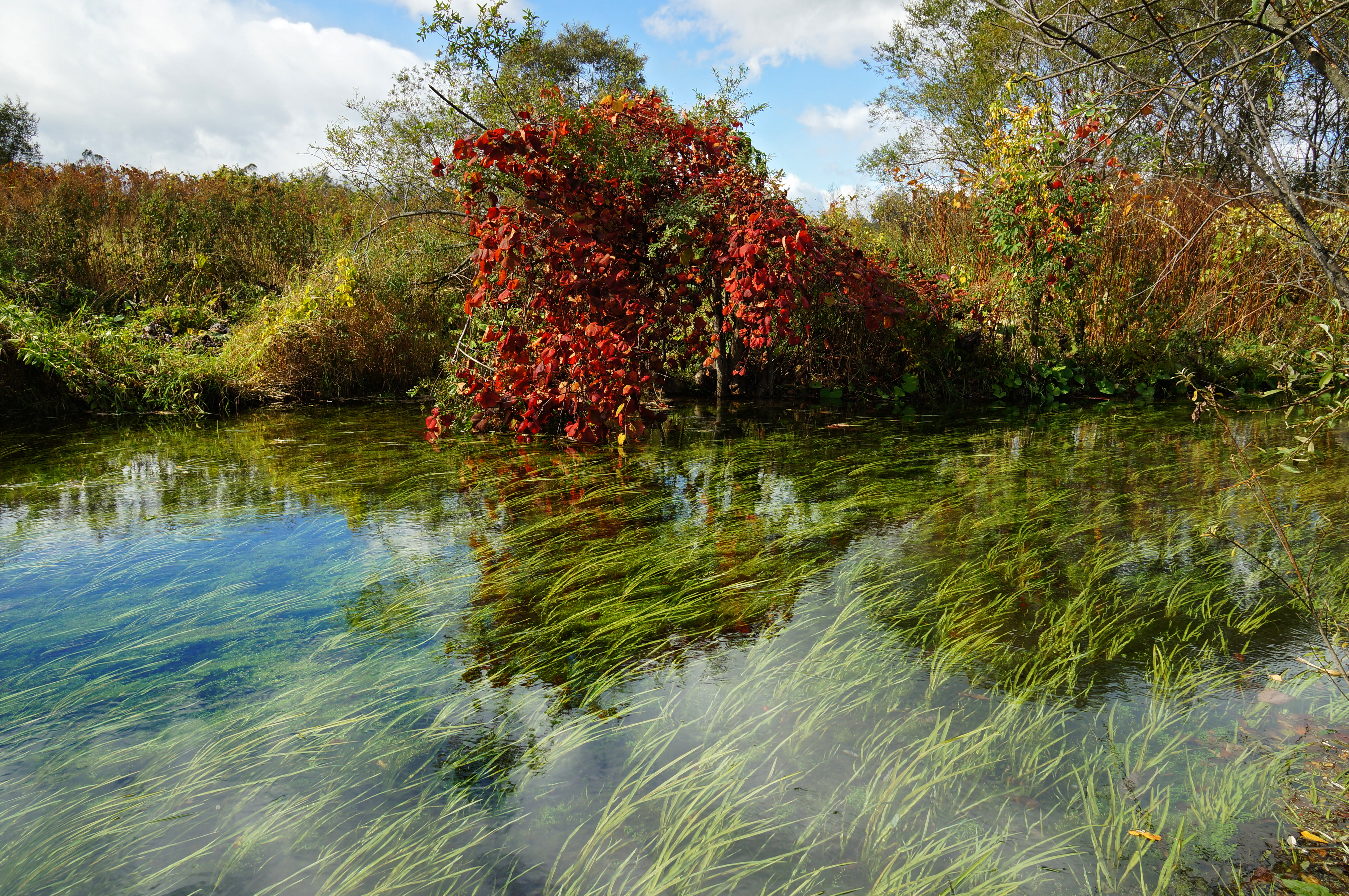
参加ガーデン「六花の森」

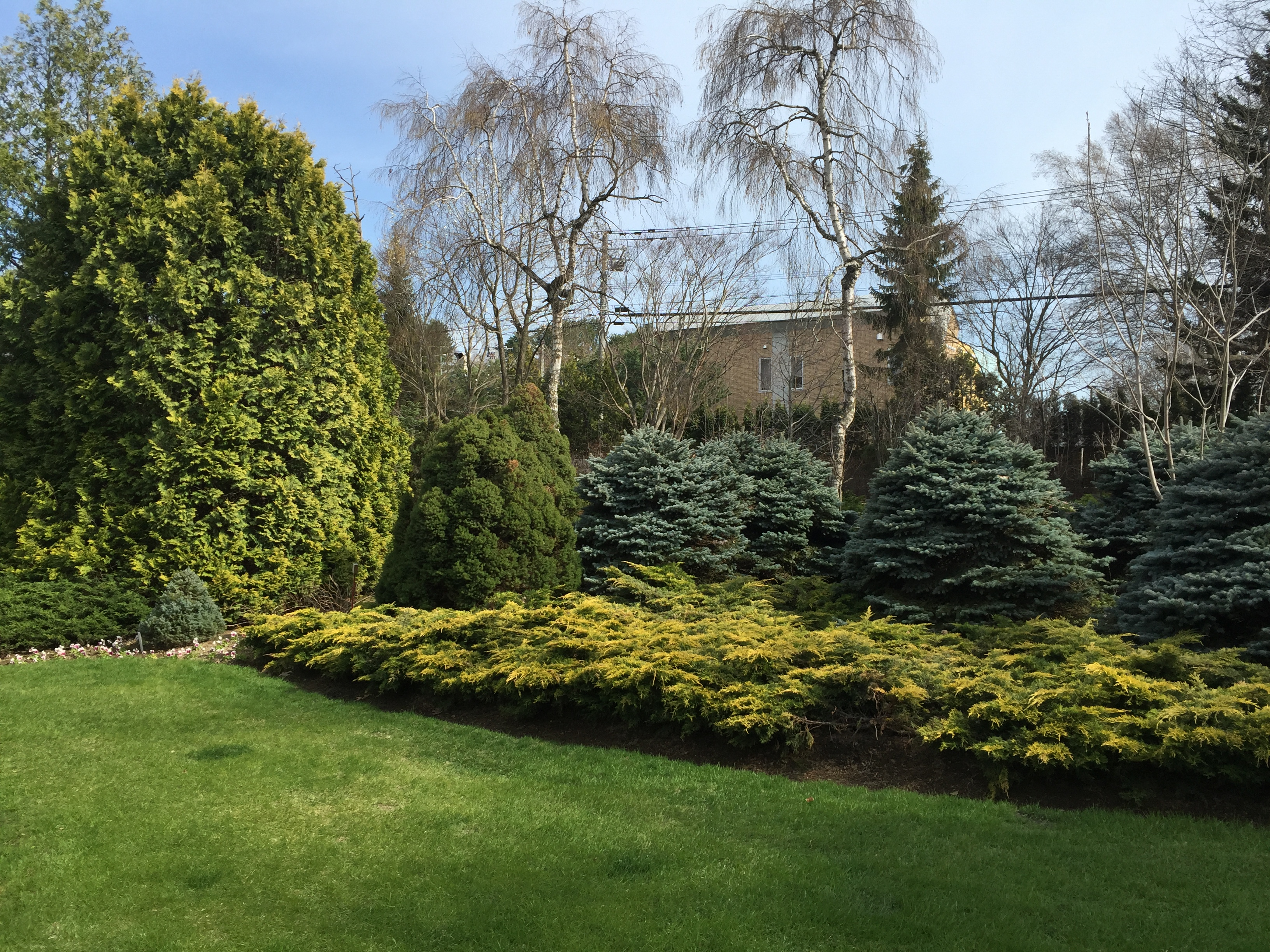
真鍋庭園

北海道ガーデン街道（ほっかいどうガーデンかいどう）は、北海道旭川市・上川町から十勝地方に至る道路の愛称名。
2009年（平成21年）に命名された。

## 概要
北海道の著名ガーデン・観光地が集まっている上川町 - 旭川市 - 美瑛町 - 富良野市 - 十勝地方を結ぶ約250kmの街道として、既存の国道などに命名された。
北海道を代表する風景が楽しめる道路で、美瑛・富良野・旭川といった有名観光地を通過する。。大雪山や日高山脈の風景・丘陵風景・田園風景に加え、ラベンダー畑や大規模な花畑が道中で楽しめることから、夏季シーズンには国内外から多くの観光客が訪れる。
以前より旭川-美瑛-富良野間は「花人街道」と呼ばれており、ルートが北海道ガーデン街道と一部重複する形となっている。

## ガーデン街道とされる道路
- 国道39号（上川 - 旭川間）
- 国道237号（旭川 - 富良野間）
- 国道38号（富良野 - 帯広間）
- 国道236号（帯広 - 中札内間）

など

## 参加ガーデン
- 大雪　森のガーデン(上川町)
- 上野ファーム（旭川市）
- 風のガーデン（富良野市）
- 十勝千年の森（清水町）
- 真鍋庭園（帯広市）
- 十勝ヒルズ（幕別町）
- 紫竹ガーデン（帯広市）
- 六花の森（中札内村）

以上、出典は。

## 参加ホテル
- 星野リゾート ＯＭＯ７旭川(旭川市)
- 北海道ホテル（帯広市）
- サホロリゾートホテル（新得町）

## 街道沿いに存在する観光地
- 層雲峡温泉（上川町）
- 黒岳（上川町）
- 当麻鍾乳洞 - （当麻町）
- 旭川市旭山動物園（旭川市） - 北海道を代表する観光地。
- あさひかわラーメン村（旭川市）
- あさひかわ北彩都ガーデン（旭川市）
- 外国樹種見本林(旭川市)
- ロマンティック街道（旭川市）
- 就実の丘（旭川市）
- 北の嵐山（旭川市）
- 突哨山（旭川市・比布町） - 日本最大のカタクリ群生地
- 北邦野草園（鷹栖町） - 北方系植物の集成群としては日本一の規模
- 旭岳温泉・天人峡温泉（東川町）
- パッチワークの丘・パノラマロード・リフレッシュロード（美瑛町）
- ぜるぶの丘（美瑛町）
- 四季彩の丘（美瑛町）
- 青い池（美瑛町）
- 白金温泉（美瑛町）
- 十勝岳ジオパーク（美瑛町・上富良野町）
- 深山峠（上富良野町）
- 日の出公園（上富良野町）
- かんのファーム（上富良野町）
- フラワーランドかみふらの（上富良野町）
- 土の館（上富良野町） - 北海道遺産
- 後藤純男美術館（上富良野町）
- 十勝岳温泉（上富良野町）

- ファーム富田ラベンダーイースト（上富良野町） - 富良野地区最大級の大きさを誇るラベンダー畑
- ファーム富田（中富良野町） - 富良野を代表するラベンダー畑として全国的に有名。
- 富良野　森のガーデン美術館（中富良野町） - 石原和幸設計のガーデン。2010年オープン。
- 彩香の里（中富良野町） - 富良野地区有数のラベンダー畑
- フラノマルシェ（富良野市）
- 清水山地区（富良野市） - ふらのワイン工場や六花亭が立地。
- 麓郷の森（富良野市） - 『北の国から』ロケ地
- グラス・フォレスト in 富良野（富良野市）
- 富良野スキー場（富良野市）
- 東京大学大学院農学生命科学研究科附属北海道演習林樹木園（富良野市）
- かなやま湖（南富良野町）
- 星野リゾート トマム（占冠村）
- 狩勝峠（新得町） - 日本新八景に選出。
- サホロリゾート（新得町）
- クラブメッド北海道　サホロ（新得町）
- ヨークシャーファーム（新得町）
- 清水円山展望台（清水町）
- 家畜改良センター十勝牧場（音更町）
- 十勝川温泉（音更町）
- 帯広競馬場（帯広市）
- 十勝ヌップクガーデン（帯広市）
- 幸福駅（帯広市）
- 幕別温泉（幕別町）
- 中札内美術村 （中札内村）
- 花畑牧場（中札内村）
- ピョウタンの滝（中札内村）

## 街道沿いのご当地グルメ
- 旭川ラーメン
- 塩ホルモン・豚トロ
- 新子焼き
- もつそば
- ジュンドッグ
- 富良野オムカレー
- 富良野メロン
- ふらのワイン
- 新得そば
- 十勝清水牛トロ丼
- 十勝清水牛玉ステーキ丼
- 十勝芽室コーン炒飯
- 豚丼
- 中華チラシ
- 十勝のお菓子（六花亭・柳月など）
- チーズ（富良野・十勝地方で生産）
- ジンギスカン（旭川〜十勝間に専門店が集中。味付け方式が主流）

## アクセス
- 旭川空港
- とかち帯広空港 - 街道の終点付近に位置する。